# Омнибус '93
„Омнибус '93” југословенски кратки филм из 1993. године.  Режирао га је Милош Радивојевић који је написао и сценарио .

## Улоге
| Глумац              | Улога |
| ------------------- | ----- |
| Драгомир Чумић      |       |
| Власта Велисављевић |       |
| Светозар Влајковић  |       |